# Enquin-lez-Guinegatte
Enquin-lez-Guinegatte est, depuis le 1er janvier 2017, une nouvelle commune française située dans le département du Pas-de-Calais en région Hauts-de-France. Elle prend le statut administratif de commune nouvelle et regroupe les communes d'Enguinegatte et d'Enquin-les-Mines, qui deviennent des communes déléguées, le 1er janvier 2017. Son chef-lieu se situe à Enguinegatte.
La commune est membre de la communauté d'agglomération du Pays de Saint-Omer qui regroupe 53 communes et totalise 104 937 habitants en 2021.

## Géographie

### Localisation
Localisée dans l'est du département du Pas-de-Calais, Enquin-lez-Guinegatte est une commune drainée par la  Laquette située, à vol d'oiseau, à 13 km au nord-est de la commune de Fruges et à 18 km au sud de la commune de Saint-Omer (chef-lieu d'arrondissement et (aire d'attraction).
Le territoire de la commune est limitrophe de ceux de neuf communes.
Les communes limitrophes sont  Blessy, Delettes, Erny-Saint-Julien, Estrée-Blanche, Febvin-Palfart, Fléchin, Ligny-lès-Aire, Mametz et Thérouanne.

### Géologie et relief
La superficie cumulée des deux anciennes communes, Enquin-les-Mines et Enguinegatte, est de 20,02 km2 et l'altitude varie de 49 m à Enquin-les-Mines, à 132 m à Enguinegatte,.

### Hydrographie
Le territoire de la commune est situé dans le bassin Artois-Picardie.
La commune est drainée par trois cours d'eau :
- la Laquette, d'une longueur de 23,39 km, qui prend sa source dans la commune de Beaumetz-lès-Aire et se jette dans la Lys au niveau de la commune d'Aire-sur-la-Lys[6] :

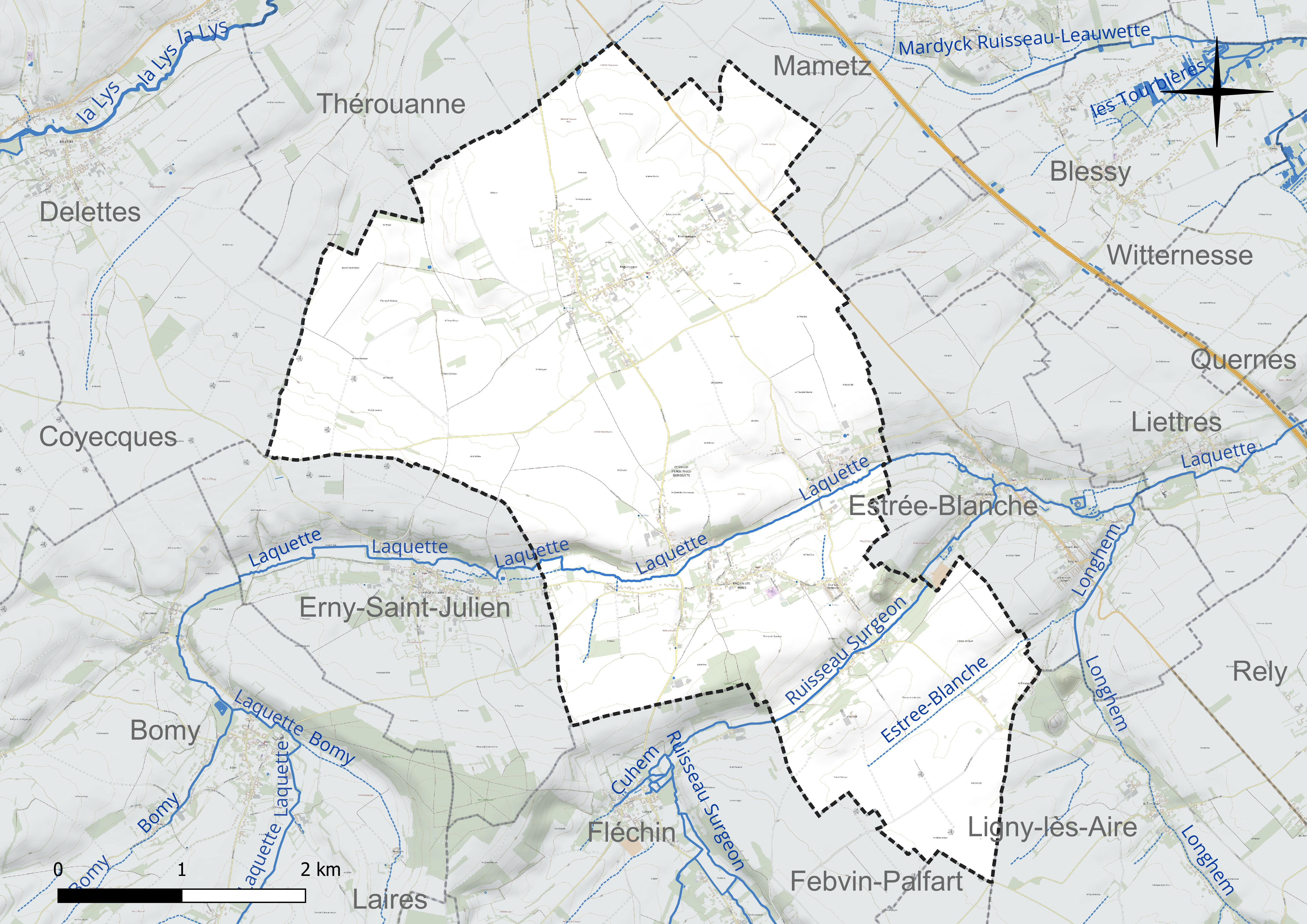
Réseau hydrographique d'Enquin-lez-Guinegatte.

- le ruisseau Surgeon, d'une longueur de  9,37 km, qui prend sa source dans la commune de Febvin-Palfart et se jette dans la Laquette au niveau de la commune d'Estrée-Blanche[7] ;
- l'Estrée-Blanche, d'une longueur de  1,51 km, qui prend sa source dans la commune et finit sa course également dans la commune[8].

### Climat
Pour des articles plus généraux, voir Climat des Hauts-de-France et Climat du Pas-de-Calais.
En 2010, le climat de la commune est de type climat océanique franc, selon une étude du CNRS s'appuyant sur une série de données couvrant la période 1971-2000. En 2020, Météo-France publie une typologie des climats de la France métropolitaine dans laquelle la commune est exposée à un climat océanique et est dans la région climatique Côtes de la Manche orientale, caractérisée par un faible ensoleillement (1 550 h/an) ; forte humidité de l’air (plus de 20 h/jour avec humidité relative > 80 % en hiver), vents forts fréquents.
Pour la période 1971-2000, la température annuelle moyenne est de 10,2 °C, avec une amplitude thermique annuelle de 13,4 °C. Le cumul annuel moyen de précipitations est de 840 mm, avec 13 jours de précipitations en janvier et 8,6 jours en juillet. Pour la période 1991-2020, la température moyenne annuelle observée sur la station météorologique la plus proche, située sur la commune de Fiefs à 10 km à vol d'oiseau, est de 10,4 °C et le cumul annuel moyen de précipitations est de 1 070,6 mm,. Pour l'avenir, les paramètres climatiques de la commune estimés pour 2050 selon différents scénarios d'émission de gaz à effet de serre sont consultables sur un site dédié publié par Météo-France en novembre 2022.

### Milieux naturels et biodiversité

#### Zone naturelle d'intérêt écologique, faunistique et floristique
L’inventaire des zones naturelles d'intérêt écologique, faunistique et floristique (ZNIEFF) a pour objectif de réaliser une couverture des zones les plus intéressantes sur le plan écologique, essentiellement dans la perspective d’améliorer la connaissance du patrimoine naturel national et de fournir aux différents décideurs un outil d’aide à la prise en compte de l’environnement dans l’aménagement du territoire.
Le territoire communal comprend une ZNIEFF de type 1 : les terrils boisés de Fléchinelle, d’une superficie de 61 hectares et d'une altitude variant de 45 à 105 mètres. Ces deux terrils de Fléchinelle sont situés à l’extrémité ouest du bassin minier d’où leur appellation de « far-west » du bassin minier du Nord-Pas-de-Calais où la végétation naturelle a en partie repris ses droits.

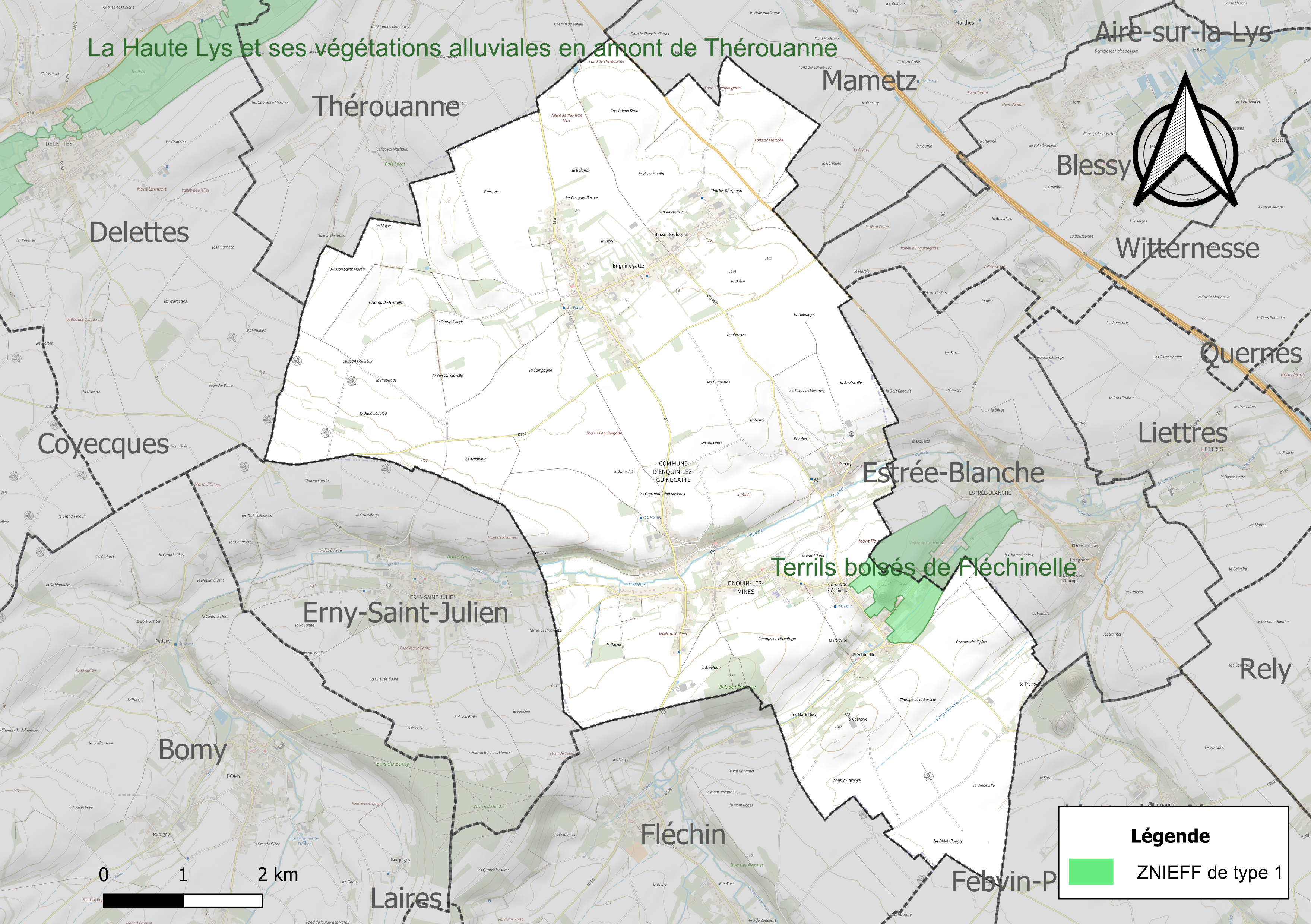
Carte de la ZNIEFF sur la commune.

## Urbanisme

### Typologie
Au 1er janvier 2024, Enquin-lez-Guinegatte est catégorisée bourg rural, selon la nouvelle grille communale de densité à sept niveaux définie par l'Insee en 2022.
Elle appartient à l'unité urbaine d'Enquin-lez-Guinegatte, une agglomération intra-départementale regroupant trois  communes, dont elle est ville-centre,,. Par ailleurs la commune fait partie de l'aire d'attraction de Saint-Omer, dont elle est une commune de la couronne,. Cette aire, qui regroupe 79 communes, est catégorisée dans les aires de 50 000 à moins de 200 000 habitants,.

### Risques naturels et technologiques

#### Risque inondation
À la suite du passage des tempêtes Ciarán, Domingos et Elisa et des inondations et coulées de boue qui se sont produites, la commune est reconnue, par arrêté du 14 novembre 2023, en état de catastrophe naturelle pour inondations et coulées de boue sur la période du 2 au 12 novembre 2023, comme 179 autres communes du département.

## Toponymie

### Enquin
Enquin est attesté sous les formes Enkin (1139) ; Enkyn (1248) ; Enquin (1400) ; Enkineim (XVIIe siècle) ; Ennequin (1739) ; Enguin-lez-Fléchinelle (1739).

### Guinegatte
Guinegatte est attesté sous les formes Incenegata (1157) ; Inkenegata (1168) ; Inqhenegata (1169) ; Inchenegata (1179) ; Hinghenegate (1183) ; Inkenegatha (1203) ; Enkingate (1218) ; Inkenegate (1243) ; Enkinegate juxta Erny (1248) ; Ekinegate (XIIIe siècle) ; Enguinegaste (1337) ; Enkinegrate (XIVe siècle) ; Enghinegate-au-Boes (1413) ; Enquinegate (vers 1512) ; Guinegatte (1517) ; Esquignegate (1518) ; Esquynegate (1528) ; Enguinegatten (1559).

Du germanique gatwon « chemin » : « chemin d'Enquin ». Enguinegatte est sur la route de Thérouanne à Enquin.

### Enquin-lez-Guinegatte
Enquin-lez-Guinegatte est, depuis le 1er janvier 2017, une nouvelle commune française. Elle prend le statut administratif de commune nouvelle et regroupe les communes d'Enguinegatte et d'Enquin-les-Mines, qui deviennent des communes déléguées, le 1er janvier 2017. Son chef-lieu se situe à Enguinegatte.
La préposition lez permet de signifier la proximité d'un lieu géographique par rapport à un autre lieu. En règle générale, il s'agit d'une localité qui tient à se situer par rapport à une ville voisine plus grande. Ici, l'ancienne commune de Enquin indique qu'elle se situe près de Guinegatte.

## Histoire
Il convient de se reporter aux articles consacrés aux anciennes communes fusionnées d'Enguinegatte et d'Enquin-les-Mines.

## Politique et administration

### Découpage territorial
La commune se trouve dans l'arrondissement de Saint-Omer du département du Pas-de-Calais.

#### Commune et intercommunalités
La commune est membre de la communauté d'agglomération du Pays de Saint-Omer.

#### Circonscriptions administratives
La commune est rattachée au canton de Fruges.

#### Circonscriptions électorales
Pour l'élection des députés, la commune fait partie de la sixième circonscription du Pas-de-Calais.

### Élections municipales et communautaires

#### Administration municipale
De 2017 à 2020, le conseil municipal de la nouvelle commune est constitué de l'ensemble des conseillers municipaux des anciennes communes.
| Nom                  | Code Insee | Intercommunalité               | Superficie (km2) | Population (dernière pop. légale) | Densité (hab./km2) |
| -------------------- | ---------- | ------------------------------ | ---------------- | --------------------------------- | ------------------ |
| Enguinegatte (siège) | 62294      | CC du Canton de Fauquembergues | 8,92             | 456 (2014)                        | 51                 |
| Enquin-les-Mines     | 62295      | CC du Canton de Fauquembergues | 11,10            | 1 148 (2014)                      | 103                |

#### Liste des maires
| Période      | Période                       | Identité     | Étiquette | Qualité                                         |
| ------------ | ----------------------------- | ------------ | --------- | ----------------------------------------------- |
| janvier 2017 | En cours (au 15 février 2022) | Hervé Dupont | PS        | cadre à la SNCF Réélu pour le mandat 2020-2026, |

## Équipements et services publics

### Enseignement
La commune est située dans l'académie de Lille et dépend, pour les vacances scolaires, de la zone B.
La commune administre, en regroupement pédagogique intercommunal concentré (RPI), l'école primaire de l'Hermitage.

### Justice, sécurité, secours et défense
La commune dépend du tribunal judiciaire de Saint-Omer, du conseil de prud'hommes de Saint-Omer, de la cour d'appel de Douai, du tribunal de commerce de Boulogne-sur-Mer, du tribunal administratif de Lille, de la cour administrative d'appel de Douai, du pôle nationalité du tribunal judiciaire de Boulogne-sur-Mer et du tribunal pour enfants de Saint-Omer.

## Population et société

### Démographie
L'évolution du nombre d'habitants est connue à travers les recensements de la population effectués dans la commune depuis sa création.

En 2022, la commune comptait 1 600 habitants, en évolution de −0,68 % par rapport à 2016 (Pas-de-Calais : −0,72 %, France hors Mayotte : +2,11 %).
| 2015  | 2016  | 2021  | 2022  |
| ----- | ----- | ----- | ----- |
| 1 602 | 1 611 | 1 607 | 1 600 |

## Économie
Il convient de se reporter aux articles consacrés aux anciennes communes fusionnées d'Enguinegatte et d'Enquin-les-Mines.

## Culture locale et patrimoine
Il convient de se reporter aux articles consacrés aux anciennes communes fusionnées d'Enguinegatte et d'Enquin-les-Mines.

## Pour approfondir